# Blanzy
Blanzy település Franciaországban, Saône-et-Loire megyében. Lakosainak száma 5983 fő (2022. január 1.). Blanzy Les Bizots, Gourdon, Charmoy, Marigny, Montceau-les-Mines, Saint-Berain-sous-Sanvignes, Saint-Eusèbe és Saint-Vallier községekkel határos.

## Népesség
A település népességének változása:
| Lakosok száma | 6515 | 6347 | 6391 | 6146 | 6097 | 6060 | 6044 | 6012 | 5983 |
|               | 2013 | 2015 | 2016 | 2017 | 2018 | 2019 | 2020 | 2021 | 2022 |